# كريستا إيكا
كريستا إيكا أسام (بالفرنسية: Christa Eka Assam)‏ هي مُمثلة سينمائية ومُخرجة كاميرونية. لاقى عملها في السينما الكاميرونية استحسان النقاد.

## سيرتُها الشخصية
كريستا إيا هي مُمثلة عصامية استهلت مسيرتها الفنية سنة 2008.

## أفلامُها
- مهر نينه (بالإنجليزية: Ninah's Dowry)‏ (2012) بدور كلاريس.
- بيليه (بالإنجليزية: Beleh)‏ (2013).
- ألما (بالإنجليزية: Alma)‏ (2015).

شاركت كريستا إيكا أيضًا في إنتاج وإخراج وكتابة سيناريو الفيلمين بيليه وألما.

## روابط خارجية
كريستا إيكا على موقع IMDb (الإنجليزية)
- كريستا إيكا على موقع قاعدة بيانات الفيلم (الإنجليزية)